# فوزی عایش
فوزی عایش (انگلیسی: Faouzi Aaish؛ زادهٔ ۲۷ فوریهٔ ۱۹۸۵) یک بازیکن فوتبال اهل مراکش است.
از باشگاه‌هایی که در آن بازی کرده‌است می‌توان به باشگاه ورزشی المحرق، باشگاه ورزشی السیلیه و باشگاه فوتبال دبی اشاره کرد.
وی همچنین در تیم ملی فوتبال بحرین سابقه ۶۱ بازی و ۱۶ گل ملی دارد.